# Narcose à l'azote
Pour les articles homonymes, voir Narcose.
 Mise en garde médicale
La narcose à l'azote, aussi nommée ivresse des profondeurs, est due à l'excès d'azote et agit sur le système nerveux en entraînant des troubles du comportement. Cet effet a été découvert en 1930 par Hill et Mac Leod[réf. nécessaire].
D'autres gaz ont également un effet narcotique : le xénon, le krypton et l'argon. D'autres gaz ont peu ou pas d'effets narcotiques et sont employés dans ce cadre en plongée sous-marine : il s'agit essentiellement de l'hélium.
L'ivresse des profondeurs doit être distinguée du syndrome nerveux des hautes pressions provoquant des troubles du comportement à de grandes profondeurs (supérieures à 100 m) malgré l'absence de gaz à effet narcotique.

## Causes
Une grande partie des narcoses survient lors de la plongée profonde. Les plongeurs la  ressentent parfois vers 30 mètres et plus systématiquement à partir de 60 mètres. Des études ont cependant montré que des effets significatifs pouvaient être mesurés à des profondeurs plus faibles (dès 15 m). La pression environnante augmentant, la pression partielle de l'azote augmente en application de la loi de Dalton.
Les gaz à effets narcotiques sont biochimiquement inertes : ils n'interagissent pas en modifiant la chimie cellulaire. Ils ont, a priori, un simple effet mécanique. Deux mécanismes sont suspectés, résultant à chaque fois en une modification de la perméabilité de la  membrane cellulaire à certains composants :
- l'hypothèse lipidique : les gaz se diffuseraient dans la double couche de lipides formant la membrane cellulaire, la distendant.
- l'hypothèse protéique, suspectée dans les années 60 : les gaz interagiraient directement sur les protéines de la membrane cellulaire.

Certains facteurs sont considérés comme aggravants : froid, consommation d'alcool, drogue, stress, fatigue, embonpoint.

## Effets
La narcose entraîne des troubles du comportement qui diffèrent d'un individu à l'autre. La sensibilité par rapport à la narcose n'est pas la même pour tout le monde, ni la même d'un jour sur l'autre. Dans les effets de la narcose on peut citer :
- euphorie ;
- angoisse ;
- repli sur soi ;
- discours intérieur ;
- troubles de la vision et notamment vision à effet tunnel (le plongeur a l'impression de voir les choses au bout d'un tunnel) ;
- disparition de la notion de durée ;
- sensation de dialogue intérieur, de solitude ;
- lecture répétée des instruments de plongée sans interprétation correcte ;
- retard de réaction, signes répétitifs ;
- certains plongeurs enlèvent leur masque.

En outre, même s'il n'est pas possible d'annihiler les effets de la narcose lors d'une plongée profonde à l'air, les plongées répétées à de grandes profondeurs permettent de les atténuer et d'en retarder la venue.
Par ailleurs, l'accoutumance obtenue au fil des plongées répétées disparaît au bout de vingt à trente jours sans plongée, il faut alors se réhabituer à la profondeur, et descendre graduellement.

## Réaction et prévention
L'attitude à avoir face à un plongeur victime d'une narcose est de le faire remonter à une profondeur moindre pour faire diminuer la pression partielle de l'azote. Les effets se dissipent assez rapidement. Une narcose peut provoquer une amnésie et certains plongeurs ne se souviennent pas du comportement qu'ils ont pu avoir au moment de la narcose.
L'organisme s'accoutume aux effets de l'azote. Des plongeurs ayant l'habitude de descendre à des profondeurs élevées voient les effets de la narcose diminuer.
Afin de diminuer l'influence de l'azote, les plongeurs utilisent parfois des mélanges gazeux comme le Trimix.

## Référence
- Le mal des profondeurs, JC Rostain, Pour la science, 2006, 346, p30-36
- Le cerveau sous pression, mémoire d'instructeur national stagiaire, Jo Vrijens, FFESM, 2005 ( http://www.ffessm-in-memoires.fr/Les_memoires_des_IN_de_la_FFESSM/pdfs/L_2005_CerveauSousPression_M_Vrijens.pdf )